# Kenneth Essex Edgeworth
Kenneth Essex Edgeworth (26. února 1880, Streete – 10. října 1972, Dublin) byl irský voják a astronom, známý především svou předpovědí existence transneptunických těles.

## Život
Kenneth Edgeworth absolvoval Royal Military Academy ve Woolwichi. Za první světové války sloužil v technických jednotkách Corps of Royal Engineers a Royal Corps of Signals, kde si vysloužil několik vyznamenání, a sice Distinguished Service Order, Vojenský kříž a třikrát Mentioned in Despatches (vyznamenání za statečnost udělované formou zmínky v hlášení nadřízeného velitele). Po válce byl povýšen do hodnosti podplukovníka (Lieutenant-Colonel) a roku 1926 odešel do výslužby.
Roku 1931 se nastěhoval do Cherbury, kde také prožil zbytek svého života. V době Velké hospodářské krize vystudoval mezinárodní ekonomiku a publikoval na toto téma čtyři knihy. Začal se také zajímat o astronomii a během 40. let publikoval řadu prací o tvorbě hvězd, vzniku a vývoji sluneční soustavy, rudých posuvech a červených trpaslících.

## Dílo
Roku 1943 ve studii nazvané The Evolution of Our Planetary System publikované v Journal of the British Astronomical Association zveřejnil domněnku, že na okraji sluneční soustavy se nachází zásobárna komet. Podle něj se tam mělo nacházet velké množství malých těles, z nichž některá čas od času zamíří do nitra sluneční soustavy. Dále se domníval, že v této části sluneční soustavy musí být srážky částic tak zřídkavé, že se zde nemohou vytvořit žádná velká tělesa. Těmito názory o osm let předběhl práci nizozemsko-amerického astronoma Gerarda Kuipera, po němž byl pás těles, objevený v 90. letech 20. století, nazván Kuiperův pás. Tento pás je však poměrně stabilní, takže zřejmě nemůže být hledaným zdrojem komet, za který dnes astronomové považují jiné skupiny transneptunických těles, a sice rozptýlený disk a hypotetické Oortovo mračno.